# Parta hic (film)
Parta hic je československá filmová komedie Hynka Bočana z roku 1976.

## Děj filmu
Doktorka Váňová přijíždí do Ostravy, kde se míjí se svým nastávajícím ženichem Miroslavem. Začíná zde provádět vlastní výzkum. Cílem je prevence silikózy pomocí takzvané kalciové bariéry. Proto se snaží přinutit místní horníky pít mléko. Horníci se experimentu nehodlají zúčastnit, a proto různými způsoby vzdorují. Nakonec se rozhodnou mléka napít, což z nich udělá místní celebrity. Doktorka Váňová následně odjíždí do Polska a opět se míjí se svým nastávajícím ženichem.

## Obsazení
- Regina Rázlová jako doktorka Alice Váňová
- Ladislav Trojan jako Ing. Mirek Laciga, Alicin snoubenec
- Jaroslav Satoranský jako doktor Kaleš
- Jaroslav Moučka jako Ing. Kodet
- Václav Babka jako Rudla Janeček, předseda ROH
- Vladimír Menšík jako předák horníků Ota Chochola zvaný Krasin
- Karolina Slunéčková jako Chocholová
- Jan Skopeček jako horník Mašín zvaný Čistědonaha
- Miriam Kantorková jako Mašínová
- Josef Kemr jako horník Hnízdo zvaný Primář
- Míla Myslíková jako Oli Hnízdová
- Petr Nárožný jako horník a kouzelník Kynkal
- Dagmar Havlová jako Kynkalová
- Jiří Krampol jako horník Franta Fousek
- Simona Stašová jako Marie Fousková
- Ivan Vyskočil jako horník Václav Justa
- Josef Dvořák jako horník Jan Kubík
- Jitka Zelenohorská jako Jiřina
- Karel Engel jako Emil
- Karel Augusta jako Vokoun
- Milan Šulc jako Kopřiva
- Adolf Filip jako předák Srdínko
- Stanislav Fišer jako horník
- Karel Gott jako sám sebe[3]